# Вендт, Торбен
Торбен Вендт (нем. Torben Wendt; 24 августа 1977, Ройтлинген) — немецкий вокалист, автор текстов песен и фронтмен synthpop/darkwave группы Diorama

## Биография
Торбен Вендт родился в Ройтлингене, Баден-Вюртемберг, Германия. За плечами Торбена 13 лет обучения игре на классическом фортепиано, участие в панк-группе «Drinking Bier» в качестве ударника, а также совместные транс-проекты с Феликсом Марком (Frozen Plasma), который впоследствии стал участником детища Торбена — группы Diorama.

## Карьера в Diorama
Diorama была основана Торбеном Вендтом в 1996 году. В это время Торбен приступил к написанию дебютной пластинки «Pale», работа над которой длилась почти два года. В создании альбома принял непосредственное участие в качестве продюсера и музыканта (в частности, записал гитарные партии в некоторых треках) Адриан Хейтс из Diary of Dreams, с которым к этому моменту Торбен успел сдружиться. Собственно, именно тогда было положено начало долговременному сотрудничеству двух групп, продолжающемуся и до сих пор.
В 2000 году Diorama, пока в качестве one-man-band, сопровождала Diary of Dreams в их европейском туре в поддержку альбома «One of 18 angels». Торбен Вендт играл акустические версии своих песен в сопровождении фортепиано.
При записи второго альбома, озаглавленного как «Her liquid arms», к Торбену Вендту в качестве клавишника и бэк-вокалиста присоединился Феликс Марк, с которым они были знакомы с детства. Вместе они создали в Ройтлингене свою студию - Hawaii studios, где и была записана пластинка. Hawaii studios стала музыкальной базой Diorama, где создавались все последующие релизы коллектива.
«Her liquid arms» вышел в апреле 2001 года и получился более динамичным и танцевальным в сравнении с предыдущей работой. Ряд песен, в частности «Advance», имели большой клубный успех, что вкупе с положительными отзывами прессы привело к росту уровня популярности — альбом «Her liquid arms» в итоге поднялся до 4-й позиции в немецком альтернативном чарте DAC.
В январе 2002 года начался период стилистических изменений в музыке группы, когда ряд вынашиваемых Торбеном идей дождался своего воплощения. К коллективу присоединился басист Бернард Ле Сиг, который также выполнял функцию бэк-вокалиста на концертах. В течение последующих 8 месяцев музыканты Diorama сочиняли свой третий альбом, «The art of creating confusing spirits», который вышел в октябре 2002 года. Эта пластинка оказалась наиболее экспериментальной по музыке, текстам и стилистическому разнообразию во всем творчестве группы на тот момент. Альбом достиг 5-й позиции в DAC.
В ноябре/декабре 2002 года Diorama успешно выступает на разогреве Diary of Dreams в их туре по Германии и Европе.
В 2003 году Diorama побывала с гастролями в Мексике и Канаде. Параллельно велась работа над материалом к новому альбому. Кроме того в этот период к группе присоединился гитарист Саш Фиддлер, который несколько утяжелил звучание.
В апреле 2005 года увидел свет четвёртый альбом Diorama — «Amaroid». Для раскрутки «Amaroid» Diorama присоединилась к туру Formation, проводимому VNV Nation, и выступила с концертами в Германии, Польше, Голландии, Бельгии, Австрии, Швейцарии, Венгрии и Франции.
В 2006 году вышел альбом ремиксов «Repale», содержащий новые версии классических песен Diorama и бонус-материал. В феврале 2007 появился новый сингл «Synthesize me», а за ним последовал и полноформатный альбом Diorama — «A Different Life». В это время Торбен Вендт также гастролировал вместе с Diary of Dreams в качестве сессионного клавишника.
В период 2007—2010 годов Diorama ведет активную концертную деятельность, посещает Польшу, Россию, Сербию. 5 февраля 2010 года выходит сингл «Child of Entertainment», а уже через месяц полноценный альбом «Cubed» — самый концептуальный из всех альбомов Diorama, по признанию самого Торбена. В качестве основного лейтмотива этой работы выступает тема Куба, который представляет собой личную среду обитания каждого отдельного человека. Сам Торбен сказал о «Cubed» следующее:
Конечно, в этом названии заключено много разных смыслов… И воспринимать его можно по-разному. Но когда я выбирал название для диска, я хотел, в первую очередь, найти такое слово, которым можно обозначить место обитания человека. То пространство, которое его окружает… И я нашел его. Образ куба, который окружает нас, где бы мы ни были и что бы ни делали, показался мне очень удачным — это метафора и для того пространства, в котором мы существуем, и, вместе с тем, для тех границ, которые нам не дано преодолеть. Нам не вырваться из этого куба. Каждый из нас обречен на смерть, и после нее не будет ничего, как не было ничего до нашего рождения — такой у меня безнадежный взгляд на мир. Но альбом как раз не об этом, а о том, как жить с этой безнадежностью и как обратить ее себе во благо.
«Cubed» становится самым успешным альбомом в истории Diorama и занимает верхнюю строчку в немецком альтернативном чарте DAC. Спустя два с половиной года после его выхода, Diorama презентует свой восьмой (согласно официальной дискографии, куда включается и альбом ремиксов «Repale») полноформатный альбом «Even The Devil Doesn’t Care».
Наша новая работа отражает мои собственные чувства, более сложные, более дикие и неограниченные абсолютно никакими рамками. Особенно, в сравнении с предыдущим «Cubed», который был гораздо более контролируемым. Как мне кажется, в «Even The Devil Doesn’t Care» наши слушатели откроют для себя довольно много новых моментов, многое будет для них непривычно… Но я думаю, что в конечном итоге они смогут принять это, — так охарактеризовал собственное творение Торбен в одном из интервью.
Осенью 2016 года выходит девятый альбом Diorama — «Zero Soldier Army». Группа отправляется в тур в поддержку нового альбома, дает 2 концерта в России.

## Карьера в Coma Alliance
В 2016 году Торбен Вендт вместе со своим старым другом Адрианом Хейтсом из Diary of Dreams отправились в совместный концертный тур, получивший название Coma Alliance. Музыканты настолько вдохновились этим сотрудничеством, что два года спустя решили объединить свои музыкальные усилия под уже устоявшейся вывеской, но только в рамках отдельного музыкального проекта. Так появился Coma Alliance, к которому также присоединились музыканты возглавляемых Вендтом и Хейтсом Diorama и Diary of Dreams. В 2018 году вышел дебютный альбом проекта, озаглавленный как Weapon Of Choice. На композицию Royd был также представлен клип, съемки которого прошли в Литве. В 2019 году проект отправился в большое турне по Германии и России.

## Интересные факты
Торбен Вендт является автором музыки к короткометражному фильму Stigma, снятому его другом Хайко Ноттером в 1999 году.

## Дискография

### В составе Diorama
- Pale (1999)
- Her Liquid Arms (2001)
- The Art of Creating Confusing Spirits (2002)
- Amaroid (2005)
- Repale (2006)
- A Different Life (2007)
- Cubed (2010)
- Even The Devil Doesn’t Care (2013)
- Zero Soldier Army (2016)
- Tiny Missing Fragments (2020)

### В составе Coma Alliance
- Weapon of Choice (2018)